# Batalha de Tegira
A Batallha de Tegira (375 a.C.) foi uma batalha da antiga Grécia entre as forças de hoplitas de Tebas e Esparta, nas proximidades de Tegira. 
Batalhão Sagrado de Tebas, de trezentos soldados, comandado por Pelópidas, foi atacado por um exército espartano substancialmente maior nas proximidades de Orcómeno. Os tebanos, porém, conseguiram repelir os atacantes, que fugiram. O ataque marcou a história como a primeira ocasião em que um exército espartano foi derrotado por um inimigo em número inferior.